# مامی ناکامورا
مامی ناکامورا (انگلیسی: Mami Nakamura؛ زادهٔ ۱۴ ژانویهٔ ۱۹۷۹) هنرپیشه اهل ژاپن است.
از فیلم‌ها یا برنامه‌های تلویزیونی که وی در آن نقش داشته‌است می‌توان به رود اشاره کرد.